# Салвеј (Бјела)
Салвеј је насеље у Италији у округу Бијела, региону Пијемонт.
Према процени из 2011. у насељу је живело 7 становника. Насеље се налази на надморској висини од 617 м.